# Championnats d'Asie de squash
Les Championnats d'Asie de squash sont une compétition de squash individuelle organisée par la Fédération asiatique de squash. Ils ont lieu pour la première fois en 1981 à Karachi et se déroulent tous les deux ans. Le championnat d'Asie par équipes fait l'objet d'une autre compétition distincte en lieu et en date.

## Palmarès hommes
| Année | Champion             | Finaliste            | Lieu         |
| ----- | -------------------- | -------------------- | ------------ |
| 2025  | Lau Tsz-Kwan         | Abdulla Al-Tamimi    | Kuching      |
| 2023  | Eain Yow Ng          | Velavan Senthilkumar | Hong Kong    |
| 2021  | Eain Yow Ng          | Yip Tsz Fung         | Islamabad    |
| 2019  | Saurav Ghosal        | Leo Au               | Kuala Lumpur |
| 2017  | Max Lee              | Saurav Ghosal        | Chennai      |
| 2015  | Leo Au               | Abdullah Al Muzayen  | Koweït       |
| 2013  | Aamir Atlas Khan     | Abdullah Al Muzayen  | Islamabad,   |
| 2011  | Mohd Nafiizwan Adnan | Ong Beng Hee         | Penang       |
| 2010  | Mohd Azlan Iskandar  | Aamir Atlas Khan     | Chennai      |
| 2008  | Mohd Azlan Iskandar  | Ong Beng Hee         | Koweït       |
| 2006  | Ong Beng Hee         | Mohd Azlan Iskandar  | Taïwan       |
| 2004  | Ong Beng Hee         | Mansoor Zaman        | Kuala Lumpur |
| 2002  | Ong Beng Hee         | Mansoor Zaman        | Kuala Lumpur |
| 2000  | Ong Beng Hee         | Mansoor Zaman        | Hong Kong    |
| 1998  | Zarak Jahan Khan     | Kenneth Low          | Kuala Lumpur |
| 1996  | Mir Zaman Gul        | Faheem Khan          | Amman        |
| 1994  | Zarak Jahan Khan     | Mir Zaman Gul        | Kuala Lumpur |
| 1992  | Faheem Khan          | Zubair Jahan Khan    | Peshawar     |
| 1990  | Mir Zaman Gul        | Farhan Samiullah     | Kolkata      |
| 1988  | Jahangir Khan        | Umar Hayat Khan      | Koweït       |
| 1986  | Qamar Zaman          | Umar Hayat Khan      | Kuala Lumpur |
| 1984  | Qamar Zaman          | Maqsood Ahmed        | Amman        |
| 1981  | Jahangir Khan        | Qamar Zaman          | Karachi      |

## Palmarès femmes
| Année | Championne      | Finaliste               | Lieu         |
| ----- | --------------- | ----------------------- | ------------ |
| 2025  | Ho Tze-Lok      | Rachel Arnold           | Kuching      |
| 2023  | Chan Sin Yuk    | Sivasangari Subramaniam | Hong Kong    |
| 2021  | Tong Tsz-Wing   | Rachel Arnold           | Islamabad    |
| 2019  | Joshna Chinappa | Annie Au                | Kuala Lumpur |
| 2017  | Joshna Chinappa | Dipika Pallikal         | Chennai      |
| 2015  | Nicol David     | Annie Au                | Koweït       |
| 2013  | Annie Au        | Low Wee Wern            | Islamabad    |
| 2011  | Nicol David     | Annie Au                | Penang       |
| 2010  | Nicol David     | Rebecca Chiu            | Chennai      |
| 2008  | Nicol David     | Rebecca Chiu            | Koweït       |
| 2006  | Nicol David     | Rebecca Chiu            | Taïwan       |
| 2004  | Nicol David     | Sharon Wee              | Kuala Lumpur |
| 2002  | Nicol David     | Rebecca Chiu            | Kuala Lumpur |
| 2000  | Nicol David     | Rebecca Chiu            | Hong Kong    |
| 1998  | Nicol David     | Sandra Wu               | Kuala Lumpur |
| 1996  | Lynn Leong      | Misha Grewal            | Amman        |
| 1994  | Mah Li Lian     | Sandra Wu               | Kuala Lumpur |
| 1992  | Mah Li Lian     | Sandra Wu               | Peshawar     |
| 1990  | Mah Li Lian     | Dawn Olsen              | Kolkata      |
| 1988  | Mah Li Lian     | Dawn Olsen              | Koweït       |
| 1986  | Julie Hawkes    | Teresa Brooke           | Kuala Lumpur |

## Statistiques
| 4 | Ong Beng Hee |

| 3 | Mohd Azlan Iskandar |

| 2 | Jahangir Khan |

| 2 | Qamar Zaman |

| 2 | Zarak Jahan Khan |

| 2 | Mir Zaman Gul |

| 2 | Eain Yow Ng |

| 1 | Aamir Atlas Khan |

| 1 | Faheem Khan |

| 1 | Leo Au |

| 1 | Max Lee |

| 1 | Lau Tsz-Kwan |

| 9 | Nicol David |

| 4 | Mah Li Lian |

| 2 | Joshna Chinappa |

| 1 | Lynn Leong |

| 1 | Julie Hawkes |

| 1 | Annie Au |

| 1 | Tong Tsz-Wing |

| 1 | Chan Sin Yuk |

| 1 | Ho Tze-Lok |